# Northrop Grumman RQ-4 Global Hawk
Northrop Grumman RQ-4 Global Hawk (globalni "jastreb") je enomotorno reaktivno vojaško brezpilotno letalo. Zasnovalo ga je podjetje Ryan Aeronautical (zdaj del Northrop Grummana). Global je po zasnovi in namenu deloma podoben predhodniku Lockheed U-2, ki je imel človeško posadko. RQ-4 je opremljen s SAR radarjem, elektro-optičnim/infrardečim (EO/IR) senzorjem in drugimi senzorji. RQ-4 ima zelo dolg čas leta (28 ur) in lahko opazuje okrog 100.000 km2 območja na dan.

## Specifikacije(RQ-4B)
Podatki iz USAF
Splošne značilnosti
- Posadka: 0 (3 na tleh: LRE pilot; MCE pilot in operater senzorjev)
- Dolžina: 47,6 ft (14,5 m)
- Razpon kril: 130,9 ft (39,9 m)
- Višina: 15,3 ft (4,7 m)
- Teža praznega letala: 14.950 lb (6.781 kg)
- Bruto teža: 32.250 lb (14.628 kg)
- Pogon letala: 1 × Rolls-Royce F137-RR-100 turbofan, 7.600 lbf (34 kN) potisk motorjev

Zmogljivost
- Potovalna hitrost: 357 mph (310 kn; 575 km/h)
- Doseg: 8.700 mi (7.560 nmi; 14.001 km)
- Trajanje leta: 28 ur
- Višina leta (servisna): 60.000 ft (18.288 m)